# Serón
Serón é um município da Espanha, na província de Almería, comunidade autónoma da Andaluzia. Tem 167 km² de área e em 2021 tinha 2 039 habitantes (densidade: 12,2 hab./km²). Pertence à comarca do Valle del Almanzora, ao norte da província.